# Église Saint-Pierre de Yolet
Pour les articles homonymes, voir Église Saint-Pierre.
L'église Saint-Pierre est une église catholique située à Yolet, en France.

## Localisation
L'église est située dans le département français du Cantal, sur la commune d'Yolet.

## Historique
L'édifice est inscrit au titre des monuments historiques en 1992.